# 부산 용적사 신중도
부산 용적사 신중도(釜山 龍積寺 神衆圖)는 부산광역시 강서구 용적사에 있는 신중도이다. 2015년 11월 18일 부산광역시의 유형문화재 제165호로 지정되었다.

## 개요
용적사 신중도는 정방형 비단 바탕 화면에 채색을 베푼 불화로, 화면 상단의 5폭 병풍을 배경으로 제석천(帝釋天)과 위태천(韋駄天)을 중심으로 그린 석천룡도(帝釋天龍圖)이다. 경상도 대승사와 김룡사를 중심으로 활동한 사불산화파의 화승인 하은 위상(霞隱偉相)이 수화승으로 동치(同治) 3년(1864)에 제작하였다.
주존격인 제석천과 위태천의 둥글고 풍만한 인상, 이에 비해 권속들의 개성 있는 인물 표현이 대조적이다. 특히 주존격인 제석천과 위태천의 신광 표현은 제석천의 백색광이 위태천의 청색 신광 위에 겹쳐 있어 제석천을 보다 우선하여 묘사되어 있어 인상적이다.
용적사 신중도는 병풍을 배경으로 제석천과 위태천을 중심으로 권속들이 정연하게 열을 지어 배치된 불화로, 화면의 설채(設彩)는 적색을 주조색으로 하여 청색을 활용하였는데, 1860년경 하은 위상의 화풍적 특징이 잘 드러나는 사례이다. 조성연대가 확실하며, 19세기 사불산화파 화승으로 활발한 활동을 보인 하은 위상의 화풍과 도상을 잘 보여주는 작품이다.

## 참고 자료
- 부산 용적사 신중도 - 국가유산청 국가유산포털